# Marcin Gołaszewski
Marcin Gołaszewski (ur. 17 czerwca 1980 w Łodzi) – polski germanista, samorządowiec, polityk i nauczyciel akademicki, doktor habilitowany nauk humanistycznych, profesor uczelni na Uniwersytecie Łódzkim, profesor nadzwyczajny Społecznej Akademii Nauk w Łodzi, w latach 2018–2024 przewodniczący Rady Miejskiej w Łodzi.

## Życiorys

### Wykształcenie i działalność naukowa
W latach 1999–2004 studiował filologię germańską na Uniwersytecie Łódzkim, uzyskując magisterium z germanistyki. W 2007 ukończył specjalizację z nauczania języka polskiego jako obcego w Katedrze Lingwistyki Stosowanej i Kulturowej UŁ. Od 2007 do 2009 pracował na Uniwersytecie w Gießen. Stopień naukowy doktora nauk humanistycznych w zakresie literaturoznawstwa uzyskał w 2009 na UŁ (praca doktorska pt. Nec laudibus nec timore. Kazania i listy pasterskie Clemensa Augusta Grafa von Galena w okresie narodowego socjalizmu, jej promotorem była profesor Joanna Jabłkowska). W 2010 został adiunktem w Instytucie Filologii Germańskiej Uniwersytetu Łódzkiego. W 2019 otrzymał na tym uniwersytecie stopień doktora habilitowanego nauk humanistycznych (rozprawa pt. Od pisarza konserwatywnego do emigranta wewnętrznego. Ernst Wiechert – studium przypadku). Objął stanowiska profesora w Społecznej Akademii Nauk w Łodzi i na UŁ.
Stypendysta Deutscher Akademischer Austauschdienst na Uniwersytecie Technicznym w Dreźnie (2001–2002), Uniwersytetu w Gießen (2004, 2006, 2011, 2012), Uniwersytetu w Ratyzbonie (2006), Polskiej Misji Historycznej na Uniwersytecie w Würzburgu (2014), Fundacji na rzecz Nauki Polskiej w programach Start (2011), Kwerenda (2011), Mentoring (2012, 2013), Fritz-Thyssen-Stiftung (2018), ministra nauki i szkolnictwa wyższego dla wybitnych młodych naukowców (2011–2014, 2014–2017), Erwin-Stein-Stiftung.
Realizator projektu „Literatura niemieckiej Emigracji Wewnętrznej” finansowanego przez Narodowe Centrum Nauki. Członek m.in. Gertrud-von-le-Fort-Gesellschaft, Adam-von-Trott-zu-Solz-Stiftung oraz Stowarzyszenia Nauczycieli Akademickich na Rzecz Krzewienia Kultury Języków Europejskich, współzałożyciel Stowarzyszenia „Mosty Europy”, doradca naukowy Międzynarodowego Towarzystwa im. Ernsta Wiecherta.

### Działalność publiczna
Wstąpił do partii Nowoczesna, został przewodniczącym tej partii w regionie łódzkim. W wyborach parlamentarnych w 2015 i 2019 kandydował do Sejmu (odpowiednio z ramienia Nowoczesnej i Koalicji Obywatelskiej). W wyborach w 2019 bez powodzenia startował z listy Koalicji Europejskiej do Parlamentu Europejskiego.
W wyborach samorządowych w 2018 został wybrany na radnego Łodzi jako kandydat KWW Hanny Zdanowskiej. 21 listopada 2018 objął funkcję przewodniczącego Rady Miejskiej w Łodzi, którą sprawował do końca kadencji w 2024. Został przedstawicielem Łodzi w Związku Miast Polskich oraz członkiem komisji rewizyjnej tej organizacji, a także reprezentantem Polski w Kongresie Władz Lokalnych i Regionalnych Europy (CLRAE). W wyborach samorządowych w 2024 z ramienia KO utrzymał mandat radnego Łodzi na kolejną kadencję. W 2024 został przedstawicielem CLRAE w Komisji Weneckiej. 

## Wyniki wyborcze
| Wybory | Komitet wyborczy     | Komitet wyborczy      | Organ                            | Okręg         | Wynik           |
| ------ | -------------------- | --------------------- | -------------------------------- | ------------- | --------------- |
| 2015   |                      | Nowoczesna            | Sejm VIII kadencji               | nr 9          | 863 (0,24%)     |
| 2018   |                      | KWW Hanny Zdanowskiej | Rada Miejska w Łodzi             | nr 3          | 10 858 (24,65%) |
| 2019   |                      | Koalicja Europejska   | Parlament Europejski IX kadencji | nr 6          | 8905 (0,97%)    |
| 2019   |                      | Koalicja Obywatelska  | Sejm IX kadencji                 | nr 9          | 13 253 (3,19%)  |
| 2024   | Rada Miejska w Łodzi | Koalicja Obywatelska  | nr 3                             | 9722 (26,30%) |                 |